# Walickauszczyna
Walickauszczyna (biał. Валіцкаўшчына, ros. Валицковщина, Walickowszczina) – wieś na Białorusi, w obwodzie mińskim, w rejonie mińskim, w sielsowiecie Samochwałowicze. W 2009 roku liczyła 46 mieszkańców.